# ツインイーグル
『ツインイーグル』（TWIN EAGLE）は、セタが開発し、タイトーから1988年に稼働されたアーケード用縦スクロールシューティングゲームである。
実際にジオラマを制作し画像取り込みしたと言われる美麗な背景や、ゲーム中に流れる「歌」が話題になった。セタが制作したシューティングゲームの第一弾である。
1989年に北米にてNES用ソフトとして発売され、1991年には日本でもファミリーコンピュータ用ソフトとして発売された。

## ゲーム内容

### システム
8方向レバーでヘリコプターを操作し、ショットボタンで対空攻撃と地上攻撃を兼ねるミサイルを発射、爆撃ボタンで広範囲攻撃（いわゆるボンバー攻撃）を行う。全6ステージで、2人協力プレイ可能。

### アイテム
パワーアップは、時々画面を高速で通過する味方機から放出されるアイテムを取得することで行われる。
- S

自機の移動速度が1段階アップする。
- M

ミサイルを1段階パワーアップする。
- L

ミサイルの射程が1段階アップする。
- B

爆弾のストックを1個追加する。

### その他
- 隠し要素

ショットを高速連射するとフルパワーアップする。

## 移植版
| No. | タイトル       | 発売日                   | 対応機種               | 開発元 | 発売元         | メディア                          | 型式              | 売上本数 | 備考 |
| --- | -------------- | ------------------------ | ---------------------- | ------ | -------------- | --------------------------------- | ----------------- | -------- | ---- |
| 1   | ツインイーグル | 1989年10月 1991年4月12日 | ファミリーコンピュータ | セタ   | Romstar ビスコ | 1メガビット+64キロRAMロムカセット | NES-2E-USA VIS-2E | -        |      |

## スタッフ
- プロデュース：富士本淳
- ゲーム・デザイン：MTY、YAM
- ゲーム・プログラム：MTY
- サブ・プログラム：なかにしけいいち
- システム・プログラム：H.KOBAYASHI、K.YOSHII
- グラフィック・デザイン：SACHIKO
- キャラクター・デザイン：K.SATO、玖村麻子、かさじまみゆき、たけだみつひろ
- 音楽ディレクション：ガブリンサウンド
- 音楽：ZERO YOTSUMOTO（四元久）、鈴木隆之、Conrad T. Kozawa
- 演奏：鈴木隆之、ZERO YOTSUMOTO（四元久）、COKE TAGUCHI（田口洋）、T,TANNO、S.TSUTSUI
- サウンド・エディティング：鈴木隆之、K.HASEGAWA
- Allugatayaシステム：K.HASEGAWA、鈴木隆之、K.OKUDA
- ゲーム・アドバイザー：J.NARITA
- グラフィック・エディター・デザイン：渡辺裕之
- 68K CHAN：いしかわけいじ
- ボード・デザイン：野中誠之
- PCM 16：K.OIYAMA
- VDC：T.IWATA、K.OIYAMA
- VRC：野中誠之
- サウンド・フィルター：SHYACHOU、たなかまさはる
- 営業：石川徹、おおたやすひろ
- 事務：T.WATANABE、T.HIROI、K.KOMURA、たなかまさはる
- 購買：はらだみきお、いわたまさゆき
- 公務：いけがいよしかず
- 製造：あらながあきひろ、さしょうとしお、K.TOMINAGA
- キャラクター・モデル：たけだみつひろ、なかにしけいいち、S.TANAKA
- スペシャル・サンクス：HO 64000UX、YHP UME CHAN、T.HASHIGUCHI、S.NOMURA、TOHU

## 評価
ファミリーコンピュータ版
- ゲーム誌『ファミコン通信』の「クロスレビュー」では、3・6・6・3の合計18点（満40点）となっており[5][2]、レビュアーの意見としては、「制作者サイドが、どういった意図でこのゲームを作ったのかがどうも解せない」、「ファミコン発売当初なら、この内容でもって感じだけど、今となってはね」などと評されている[5]。

- ゲーム誌『ファミリーコンピュータMagazine』の読者投票による「ゲーム通信簿」での評価は以下の通りとなっており、18.4点（満30点）となっている[4]。同誌1991年5月10日号特別付録の「ファミコンロムカセット オールカタログ」では、「あまりゴチャゴチャした飾りのない純粋な縦スクロールシューティング」と紹介されている[1]。

| 項目 | キャラクタ | 音楽 | お買得度 | 操作性 | 熱中度 | オリジナリティ | 総合 |
| 得点 | 3.2        | 3.2  | 2.8      | 3.1    | 3.1    | 3.0            | 18.4 |

## 関連作品
- ツインイーグルII - 1994年発売の続編。